# Хатхазари
Хатхазари (бенг. হাটহাজারী, англ. Hathazari) — город на юго-востоке Бангладеш, административный центр одноимённого подокруга. По данным переписи 2001 года, в городе проживало 37 630 человек.

## История
В 1901 году в Хатхазари было перенесено старейшее и крупнейшее медресе в Бангладеш — Аль-джамиатуль ахлия даруль-улюм муинуль-ислам.